# Premis Ciutat de Manacor
Els premis Ciutat de Manacor són un seguit de guardons convocats per Departament de Cultura de l'Ajuntament de Manacor i la Institució Pública Antoni Maria Alcover en les modalitats de literatura, arts plàstiques i música. El Premi Ciutat de Manacor d'arts plàstiques es va constituir el 1993, mentre que els premis literaris, amb una història més llarga, s'havien deixat de lliurar la dècada dels anys 80 i es van recuperar el 2013, enmig de la polèmica creada per la bilingüització dels premis Ciutat de Palma. El 2021 s'hi va incorporar la categoria de música.
Els premis literaris s'atorguen a obres literàries inèdites i escrites en català en les modalitats novel·la, poesia, text dramàtic i assaig, i tenen dotació econòmica. Les obres guanyadores es publiquen per l'editorial Món de llibres.

## Premis Ciutat de Manacor
- Premi Maria Antònia Oliver de Novel·la
- Premi Jaume Vidal i Alcover de Teatre
- Premi Miquel Àngel Riera de Poesia
- Premi Antoni Maria Alcover d’Assaig
- Premi Ciutat de Manacor d'Arts plàstiques
- Premi de Música d’Autor Guillem d’Efak